# Tai situ
De tai situ, ook tai situpa is een Tibetaans is een tulku, ofwel een lama, die uit mededogen is geïncarneerd om gelovigen te leiden op het pad naar verlichting. Zijn volledige titel is Kenting Naya Tang Nyontse Geshetse Tai Situpa die ook wordt afgekort tot Kuang Ting Tai Situ. Deze volledige titel betekent vertaald: verreikende, niet van streek te brengen (Engels: unshaken), commandohoudende grote meester. De tai situ wordt beschouwd als een van de hoogste lama's van de karma kagyü-linie, maar ook van de kagyüsekte in het algemeen. De tai situ is een van de oudste reïncarnatielijnen in het Tibetaans boeddhisme.
Chökyi Gyaltsen was de eerste reïncarnatie die de titel tai situ droeg. Deze werd hem in 1407 geschonken door de Chinese keizer Yongle uit de Ming-dynastie. Hij was een nabije discipel van de vijfde karmapa Deshin Shegpa die hem als abt van Goen benoemde, het voornaamste klooster van de karmapa in die tijd.
Sinds 1954 is de twaalfde tai situ Pema Dönyö Nyinje. Hij werd geboren in het dorp Achog, dat deel uitmaakt van Palyul (dpal yul) of het huidige arrondissement Baiyü in Sichuan, Volksrepubliek China. Dit deel maakte tijdens zijn geboorte deel uit van het koninkrijk Derge.

## Lijst van reïncarnaties
| si tu | Naam)                                       | Leven     | Wylie                                                        |
| ----- | ------------------------------------------- | --------- | ------------------------------------------------------------ |
| 1.    | Chökyi Gyaltsen                             | 1377-1448 | chos kyi rgyal mtshan                                        |
| 2.    | Tashi Namgyal                               | 1450-1497 | bkra shis rnam rgyal                                         |
| 3.    | Tashi Päljor                                | 1498-1541 | bkra shis dpal 'byor                                         |
| 4.    | Chökyi Gocha                                | 1542-1585 | chos kyi go cha                                              |
| 5.    | Chökyi Gyaltsen Pälsang; Geleg Pälsang      | 1586-1657 | chos kyi rgyal mtshan dpal bzang; dge legs dpal bzang        |
| 6.    | Mipam Chögyal Rabten; Mipham Trinley Rabten | 1658-1682 | dmi pham chos rgyal rab brtan; dmi pham 'phrin las rab brtan |
| 7.    | Mawe Nyima                                  | 1683-1698 | smra ba'i nyi ma; legs bshad smra ba'i nyi ma                |
| 8.    | Chökyi Jungne                               | 1700-1774 | chos kyi 'byung gnas                                         |
| 9.    | Pema Dönyö Nyinje Wangpo                    | 1774-1853 | pad ma nyin byed dbang po                                    |
| 10.   | Pema Künsang Chögyal                        | 1854-1885 | pad ma kun bzang chos rgyal                                  |
| 11.   | Pema Wangchug Gyalpo                        | 1886-1952 | pad ma dbang mchug rgyal po                                  |
| 12.   | Pema Dönyö Nyinje                           | * 1954    | pad ma don yod nyin byed dbang po                            |

gelugschool: dalai lama, pänchen lama, Ganden tripa · kagyüschool: karmapa, shamarpa, tai situ, gyalwang drugpa, shabdrung · sakyaschool: sakya trizin · nyingmaschool: mindrolling trichen, Dorje Phagmo · rimé-beweging
boeddhisme: concepten · geschiedenis · stromingen · geschriften · personen · tempels · devotie · per land · termen